# On the Abolition of Slavery (wiersz Williama Vicarsa Lawrance’a)
On the Abolition of Slavery – wiersz amerykańskiego prawnika, prozaika i poety Williama Vicarsa Lawrance’a, opublikowany w 1889 przez Riverside Press w tomie The Story of Judeth: a Tale of Bethany, with Poems of Home, Heart, and Hearth. Utwór jest poświęcony zniesieniu niewolnictwa w Stanach Zjednoczonych. Został napisany przy użyciu strofy dziesięciowersowej.
Bring forth that flag, now tempest-torn,
Fling out its starry shield,
Which long in triumph has been borne
On Freedom's battle-field:
Its blood-washed folds no longer bear
That living lie to blacken there
And shroud one half its stars ;
The shackled hand has purged that page,
A stain to Freedom's name and age,
Attested by our scars.